# Dipartimento del Verbano
Il dipartimento del Verbano fu uno dei dipartimenti italiani creati in età napoleonica su modello di quelli francesi, esistito brevemente dal 1797 al 1798. Aveva come capoluogo Varese.

## Storia
Il dipartimento del Verbano fu creato l'8 luglio 1797, come suddivisione amministrativa della neonata Repubblica Cisalpina. Il territorio corrispondeva all'incirca a quello della vecchia provincia di Varese della Lombardia austriaca, ampliata con le pievi di Parabiago e di Nerviano.
Il dipartimento esistette per poco più di un anno: il 1º settembre 1798 il dipartimento fu soppresso, e il territorio assegnato all'ampliato dipartimento d'Olona con capoluogo Milano.

## Distretti
1. Comune di Varese[1]
2. Comune di Busto Arsizio
3. Comune di Gallarate
4. Comune di Somma
5. Distretto di Maccagno (del Giona)
6. Distretto di Luino (della Malgorabbia)
7. Distretto di Arcisate
8. Distretto di Varese
9. Distretto di Cuvio
10. Distretto di Besozzo
11. Distretto di Angera
12. Distretto di Somma
13. Distretto di Gallarate
14. Distretto di Cuggiono
15. Distretto di Legnano
16. Distretto di Saronno
17. Distretto di Appiano
18. Distretto di Tradate